# 就业创业证
就業創業證前身為就业失业登记证，是中華人民共和國頒發的就业狀態證。凡在法定劳动年龄内有劳动能力且有就业愿望的城乡劳动力、到省辖区内各类用人单位就业的劳动者含各类失业人员和跨省劳动力，必须领取就业失业登记证。中華人民共和國政府也依照此證發出狀況，做為登记失业率依據，未辦證者視為無意尋找工作。
就业人员办证，可按有关规定条件持相关证明材料，向县以上公共就业服务机构申请享受社会保险补贴、公益性岗位补贴、税收减免、收费减免、小额担保贷款等就业扶持。
求职人员无论以何种途径就业后，用人单位需持被录用人的就业证到单位所在地劳动保障行政部门或其授权的就业服务机构为其办理用工备案及社会保险等手续，此時才由雇人方在《劳动者求职录用登记表》中填寫录用单位情况，官方工作人员則在就业证就业情况栏进行记载，並同步登錄全國就业失业登记证查詢網供網上查詢。

## 對象
五類人必須填寫《劳动者求职录用登记表》後辦領證：
- 被各类用人单位招聘建立劳动关系者。
- 在城镇从事个体经营人员。
- 在城镇以灵活多样形式就业人员。
- 农村进城务工人员和其他非本地户籍人员在常住地实现自谋职业的。
- 城镇到农村就业人员